# 이성산
이성산(二聖山)은 높이가 209.8m로 대한민국 경기도 하남시에 있는 산이다. 경기도 하남시의 중서부 광암동, 춘궁동과 초이동을 끼고 위치한 산으로 백제 왕자 두 사람이 거주했다는 얘기가 전해지면서 이성산(二聖山)이 됐다는 전설이 남아있다. 553년 신라가 서울 지역 등 한강하류를 한때 동맹국 백제로부터 탈취하면서 대립구도가 형성됐다. 고구려ㆍ백제ㆍ왜의 남북 동맹과 신라ㆍ당나라의 동서 동맹이다. 당나라군의 참전은 한참 뒤에야 실현되므로 신라는 한반도에서 사실상 고립된 상태였다. 취약한 한강하류 유역을 방어하기 위해 신라는 집중적으로 산성을 구축한다. 행주산성ㆍ아차산성ㆍ대모산성(양주)ㆍ호암산성ㆍ계양산성(인천)ㆍ이성산성(하남) 등이 이때 쌓은 성이다. 신라는 지방조직으로 '신주(新州)'를 설치하고 치소를 이성산성에 뒀다고 전해진다.

## 위치
이성산의 산성은 한성백제 도성인 몽촌토성에서 동쪽으로 5km 떨어진 거리의 해발 209m 하남시 이성산 정상에 위치하고 있다. 이성산은 한강하류 지역을 통치하고 백제의 반격을 막을 수 있는 최적의 위치였다. 이성산성에서 가장 높은 곳으로 장마철 풀이 무성해 알아보기 까다롭지만 9각 건물터인데 하늘에 제사 지내는 천단으로 추정된다. 또 50m 정도 거리를 두고 땅에 제사 지내는 사직단인 8각 건물터가 있다. 제천의식을 위한 장소를 수도 경주 외에 둔 것은 그만큼 이 지역에 대한 중요성을 감안한 것이다. 서울과 성남, 광주, 하남시 등 도시에 둘러싸인 남한산성은 유적 답사객뿐만 아니라 등산객과 탐승객들로 워낙 붐빈다. 도시로 둘러싸인 산답게 산길 또한 헤아리기 어려울 만큼 여러 가닥 있다. 능선마루 갈림목으로 이성산성 0.8 km, 금암산 1.9 km, 남한산성 4.8 km 등으로 나뉘어 있다.

## 전해오는 이야기
이성산은 남한산에서 금암산(金岩山)을 따라 이어진 줄기에 속한다. 삼국 시대에 석축한 이성산성(二城山城, 사적 제422호)이 있다. 『해동지도』에 이성산이 북쪽 가일주막 아래 기록되어 있다. 『광여도』에는 광주 고읍기(古邑基) 향교 북쪽에 이성산이 표현되어 있다. 『중정남한지』에 "이성산은 금암산 북쪽에 있으며, 백제 온조왕의 성지가 있다."라고 기록되어 있다. 『조선지지자료』에는 "광주군 서부면 초이동에 이성산(理聖山)이 있다."고 기록되어 있다. 삼국 시대 유물들이 출토되고 있으며, 하남위례성 즉 백제도읍지와 관련하여 학계의 주목을 받고 있는 산이다.
전설속의 두 왕자는 '비류'와 '온조'로 추정되지만 현재 이성산의 널찍한 산등성이 위에 이성산성 건물지(建物址·사적 제422호)가 있다. 이성산성은 풍납산성,몽촌토성과 함께 삼국시대에 한강유역을 지키기 위해 쌓은 산성으로 추정되고 있다. 건물지 아래로는 풀장 수준 규모지만 저수지 2개소가 만들어져 있다.
또한 조성되어 있는 조망대에 서면 하남시 일원이 한눈에 들어온다. 검단산(657m)과 왼쪽 한강 뒤편으로 솟구친 예봉산(683.2m)를 조망할 수 있다.

## 주변환경
등반코스에는 하남의 대표적인 역사 유적지를 둘러보는 코스다.초기 백제 문화의 숨결을 느낄 수 있는 이성산성(사적 422호)과 춘궁동 동사지(사적 352호)와 석탑(보물 12호와 13호), 선법사 마애약사여래좌상(보물 981호) 등 유적이 즐비하다. 마애약사여래좌상 옆에는 온조왕이 마셨다는 어용샘이 있는가 하면 조선시대 최대 향교였던 광주향교(경기도 문화재자료 제13호)가 한 눈에 들어온다.
누구든지 말에서 내려 성현에게 존경심을 표해야 했던 하마비(下馬碑) 등도 전해 내려오는 등 옛이야기도 전해온다. 주향교는 조선시대에 지금의 성남, 광주, 남양주, 강동, 강남, 송파를 관장하던 전국에서 제일 큰 향교였다. 현재 경기도의 광주향교는 유학교육을 담당하는 교육의 기능, 공자님과 그 제자 조선시대 선현께 제사를 드리는 제향의 기능, 지역사회에 공자님의 도를 널리 알려 교화시키는 지방문화센터의 기능, 예절지킴이의 기능을 수행하고 있다.

## 같이 보기
- 천마산
- 청량산
- 남한산
- 남한산성